# Aphis ecballii
Aphis ecballii är en insektsart. Aphis ecballii ingår i släktet Aphis och familjen långrörsbladlöss. Inga underarter finns listade i Catalogue of Life.